# Nathan Soule
Nathan Soule (* 7. August 1790 in Dover Plains, New York; † 9. Januar 1860 in Clay, New York) war ein US-amerikanischer Jurist und Politiker. Zwischen 1831 und 1833 vertrat er den Bundesstaat New York im US-Repräsentantenhaus.

## Werdegang
Nathan Soule wurde ungefähr sieben Jahre nach dem Ende des Unabhängigkeitskrieges in Dover Plains im Dutchess County geboren. Er wuchs in Danube im Herkimer County auf und schloss seine Vorstudien ab. Während des Britisch-Amerikanischen Krieges diente er als Sergeant. Nach dem Ende des Krieges zog er nach Fort Plain im Montgomery County. Soule hielt mehrere lokale und County Ämter. Er saß in der New York State Assembly und war Richter am Montgomery County Court. Politisch gehörte er der Jacksonian-Fraktion an.
Bei den Kongresswahlen des Jahres 1830 für den 22. Kongress wurde Soule im 16. Wahlbezirk von New York in das US-Repräsentantenhaus in Washington, D.C. gewählt, wo er am 4. März 1831 die Nachfolge von Benedict Arnold antrat. Er schied nach dem 3. März 1833 aus dem Kongress aus.
Kurz nach seiner letzten Session im Kongress Ende 1832 ließ er sich in Clay im Onondaga County nieder, wo er eine Farm bewirtschaftete. Er wurde dort später zum Postmeister ernannt. 1836 wählte man ihn in die New York State Assembly. Er wurde 1838 zum Richter am Onondaga County Court ernannt – eine Stellung, die er vier Jahre lang innehatte. 1841 wählte man ihn zu einer einjährigen Amtszeit als Town Supervisor. Am 9. Januar 1860 verstarb er in Clay und wurde dann dort auf dem Pine Plains Cemetery beigesetzt.